# Thule-Expeditionen

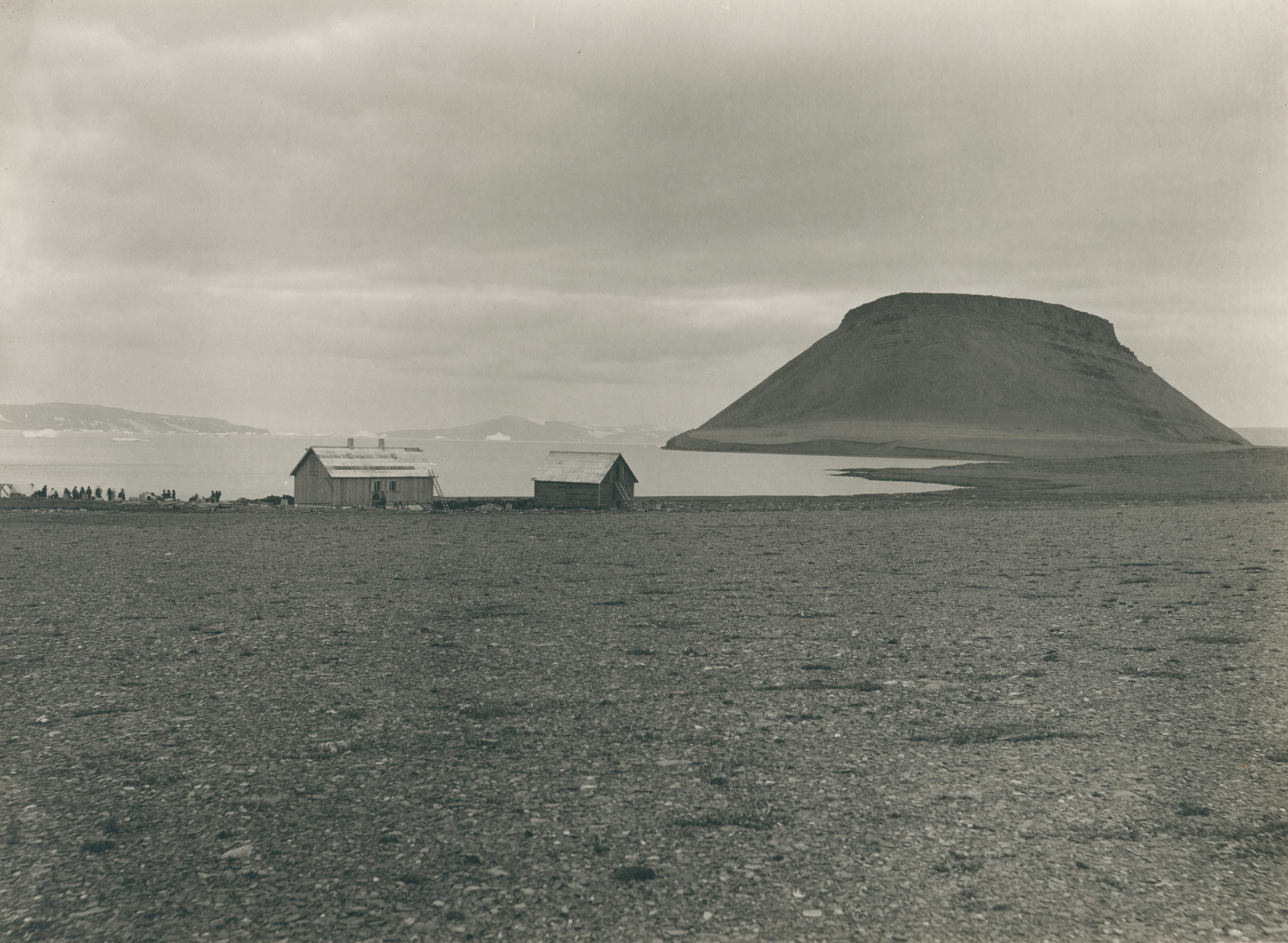
Die Thule-Station kurz nach der Gründung

Die Thule-Expeditionen waren sieben dänische Expeditionen.
Diese Expeditionen wurden zwischen den Jahren 1912 und 1933 unter der Leitung des grönländisch-dänischen Polarforschers und Ethnologen Knud Rasmussen (1879–1933) unternommenen, bei denen die 1910 von ihm und Peter Freuchen gegründete Missions- und Handelsstation Thule in Uummannaq (Dundas) meist als Ausgangspunkt und Geldquelle diente.
Im Einzelnen handelt es sich dabei um folgende sieben Expeditionen:
- Erste Thule-Expedition (1912–1913), über das Inlandeis bis zum Independence Fjord und Danmark Fjord, Feststellung, dass der Pearykanal nicht existiert
- Zweite Thule-Expedition (1916–1918), entlang der Nordküste zwischen Nordwestgrönland und Independence Fjord, kartografische, geologische und ethnografische Untersuchungen
- Dritte Thule-Expedition (1919–1920), Platzierung von Depots auf Ellesmere Island für Roald Amundsen – geleitet von Godfred Hansen ohne Knud Rasmussens eigene Beteiligung
- Vierte Thule-Expedition (1919), Kolonialdistrikt Angmagssalik, Sammlung von Mythen und Sagen
- Fünfte Thule-Expedition (1921–1924), von Grönland bis zur Küste Sibiriens durch die nordamerikanische Arktis, dabei werden viele auf dem Weg liegende Inuit-Stämme beschrieben und eine große Anzahl von gesammelten Objekten ins Dänische Nationalmuseum gebracht
- Sechste Thule-Expedition (1931), Südostküste mit dem Motorboot
- Siebte Thule-Expedition (1932–1933), vom Kap Farvel bis Ittoqqortoormiit in Ostgrönland mit Flugzeug und Boot, kartografische, archäologische und ethnografische Untersuchungen